# Seth Godin
Seth Godin (ur. 10 lipca 1960 w Mount Vernon) – amerykański autor książek z zakresu marketingu, bloger, popularny mówca. Godin jest popularyzatorem pojęcia permission marketing.
W 1979 ukończył Tufts University, uzyskując dyplom z informatyki i filozofii. Tytuł Master of Business Administration z marketingu uzyskał w Stanford Business School w 1984. W latach 1983–1986 pracował jako menedżer w Spinnaker Software. Po opuszczeniu Spinnaker Software w 1986 założył firmę zajmującą się pakowaniem książek, którą po kilku latach sprzedał, koncentrując się na firmie Yoyodyne, jednej z pierwszych firm marketingu internetowego, którą sprzedał w 1998 firmie Yahoo! za prawie 30 milionów dolarów. Po kupnie jego firmy został wiceprezesem do spraw marketingu bezpośredniego w Yahoo!. W 2005 założył Squidoo.com, witrynę internetową, na której użytkownicy mogli udostępniać linki i informacje o ważnych dla nich pomysłach lub tematach.
Blog prowadzony przez Setha Godina został wymieniony przez tygodnik Time wśród najlepszych blogów 2009 roku.

## Wybrana bibliografia
- The Smiley Dictionary, Berkeley: Peachpit Press. 1993. ISBN 1-56609-008-3.
- eMarketing: Reaping Profits on the Information Highway, New York: Berkley Pub. Group. 1995. ISBN 0-399-51904-1.
- Permission marketing: turning strangers into friends, and friends into customers, New York: Simon & Schuster. 1999. ISBN 0-684-85636-0.
- If You're Clueless about Selling: And Want to Know More, Dearborn Financial Publishing. 1998. ISBN 0-793-12989-3.
- Unleashing the Ideavirus, New York: Hyperion. 2001. ISBN 0-7868-8717-6. – Detailing the idea of Viral marketing
- The Big Red Fez: How To Make Any Web Site Better, New York: Free Press. 2002. ISBN 0-7432-2790-5.
- Survival is not enough: zooming, evolution, and the future of your company, New York: Free Press. 2002. ISBN 0-7432-2571-6.
- Purple Cow: Transform Your Business by Being Remarkable, New York: Portfolio. 2003. ISBN 1-59184-021-X.
- Free Prize Inside!: The Next Big Marketing Idea, New York: Portfolio. 2004. ISBN 1-59184-041-4.
- All Marketers Are Liars: The Power of Telling Authentic Stories in a Low-Trust World, New York: Portfolio. 2005. ISBN 1-59184-100-3.
- Godin, Seth, ed. (2005). The Big Moo: Stop Trying to be Perfect and Start Being Remarkable, New York: Portfolio. ISBN 1-59184-103-8.
- Small Is the New Big: and 193 Other Riffs, Rants, and Remarkable Business Ideas, New York: Portfolio. 2006. ISBN 1-59184-126-7.
- The Dip: A Little Book That Teaches You When to Quit (and When to Stick), New York: Portfolio. 2007. ISBN 1-59184-166-6.
- Meatball Sundae: Is Your Marketing out of Sync?, New York: Portfolio. 2008. ISBN 1-59184-174-7.
- Tribes: We Need You to Lead Us, Portfolio. 2008. ISBN 1-59184-233-6.
- Linchpin: Are You Indispensable?, Portfolio. 2010. ISBN 1-59184-316-2.
- Poke the Box, Portfolio 2011. ISBN 1-936719-00-2.
- We Are All Weird. The Domino Project, 2011. ISBN 1-936719-22-3.
- The Icarus Deception: How High Will You Fly?, Portfolio. 2012. ISBN 0-6709-2292-7.
- V Is for Vulnerable: Life Outside the Comfort Zone, Portfolio. 2012. ISBN 978-1591846109.
- Whatcha Gonna Do with That Duck?: And Other Provocations, Portfolio. 2013. ISBN 978-15918-4609-3.
- What To Do When It's Your Turn (and it's always your turn), 2014. ISBN 978-19367-1931-0.
- This Is Marketing: You Can't Be Seen Until You Learn To See, 2018. ISBN 978-0-525-54083-0.